# Studencka Telewizja Internetowa TVPW

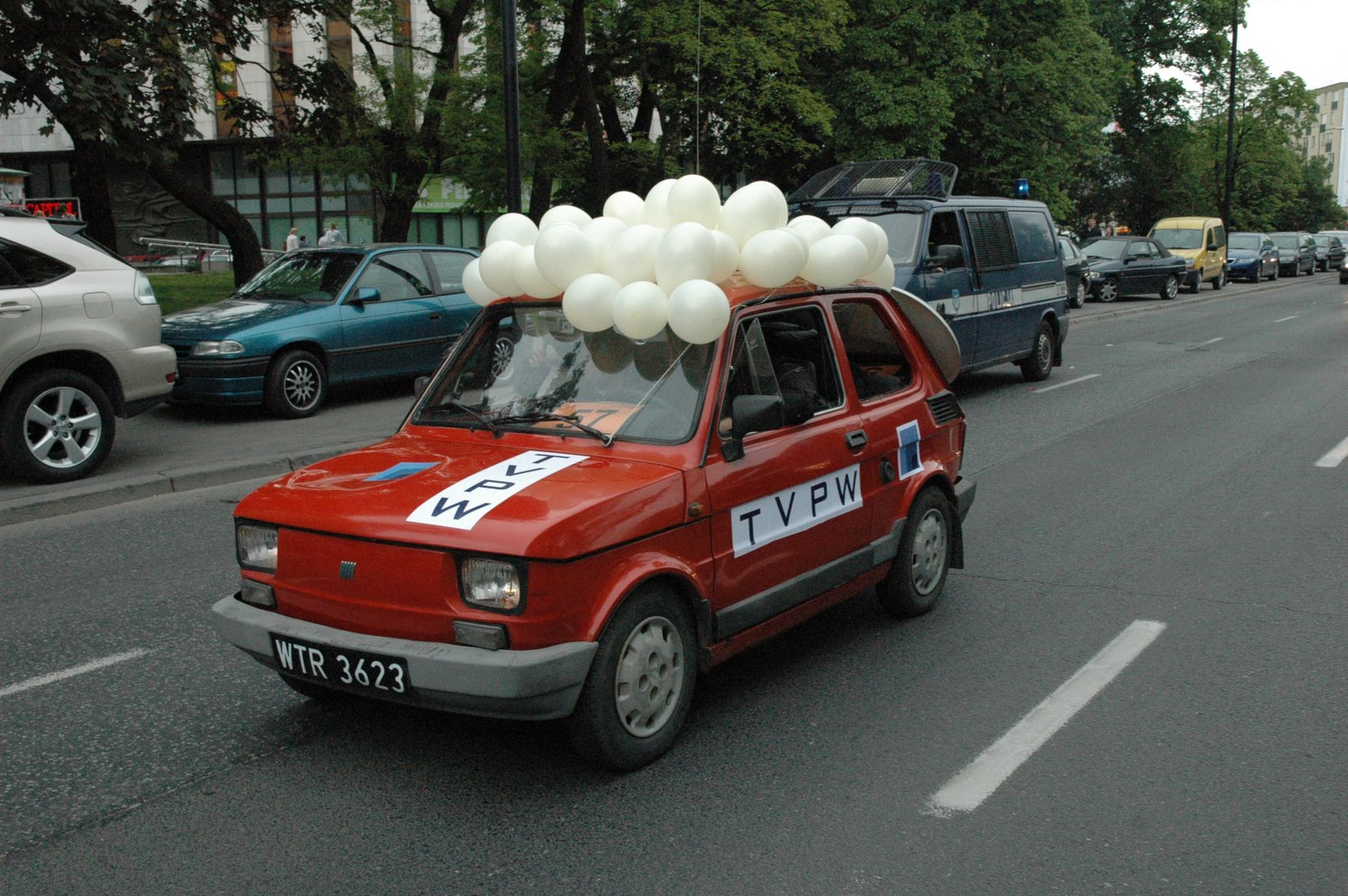
"Wóz transmisyjny" TVPW podczas Juwenaliów Warszawskich 2009

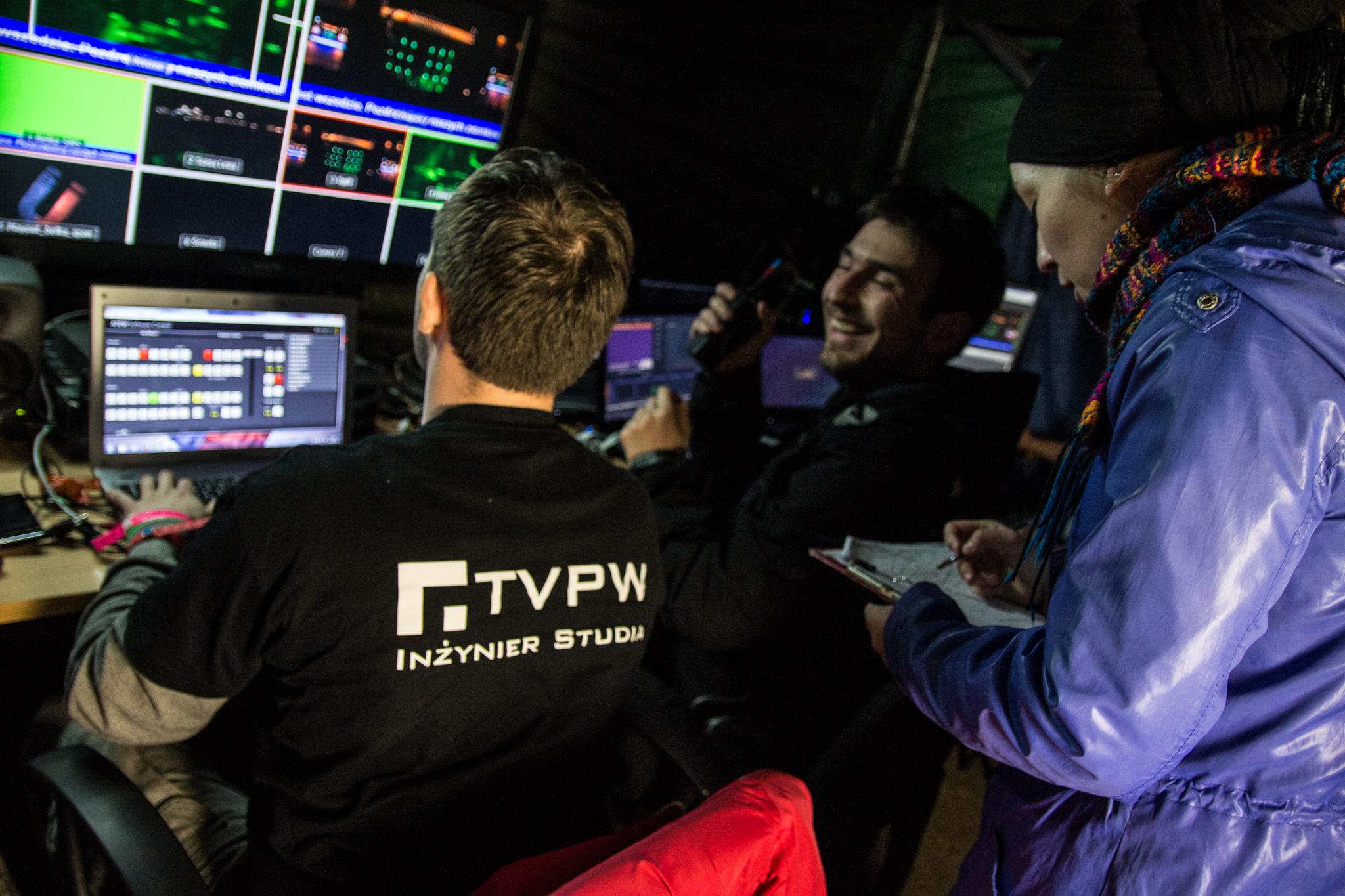
Realizacja na żywo przez ekipę TVPW

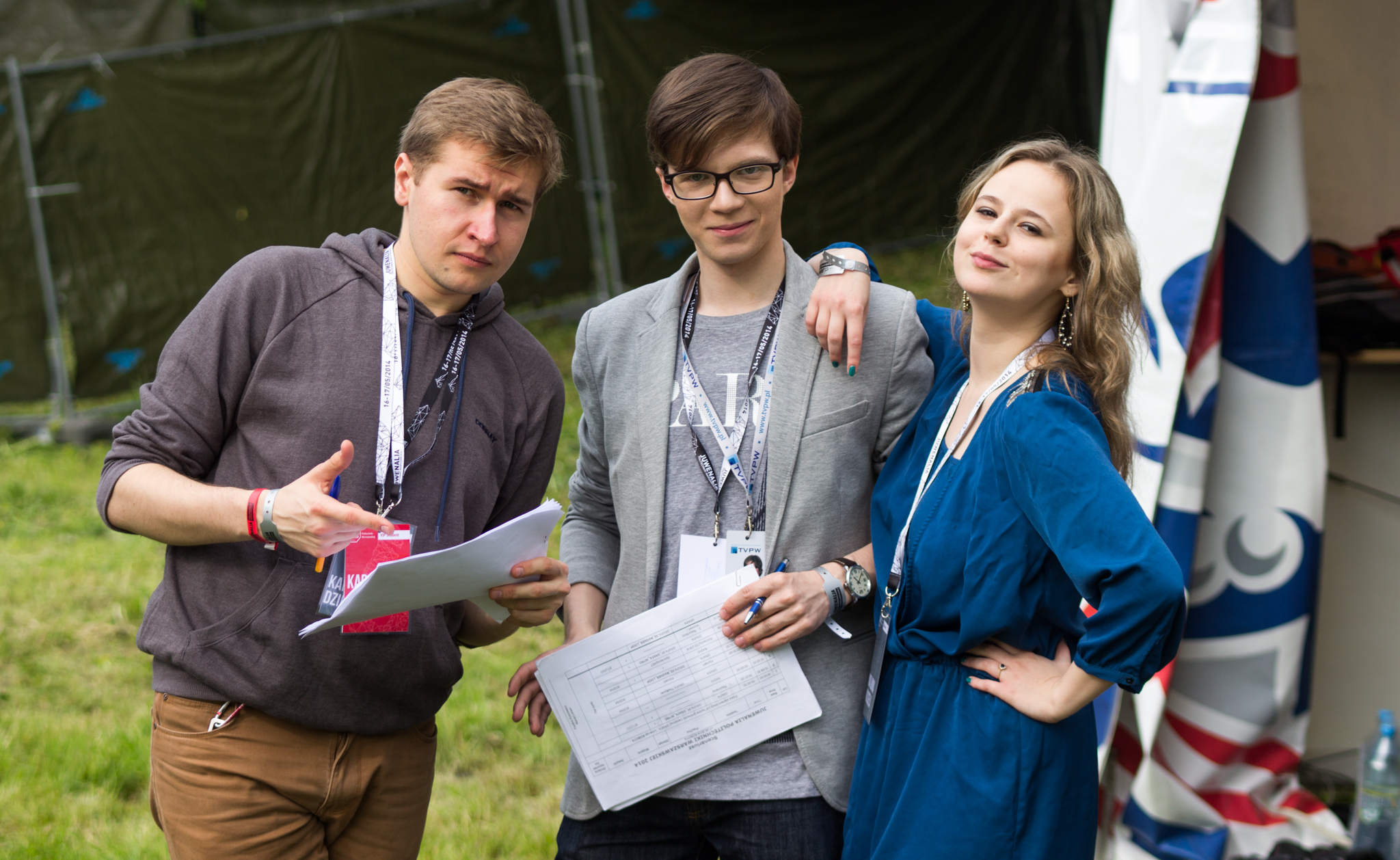
Reporterzy w trakcie przerwy między koncertami

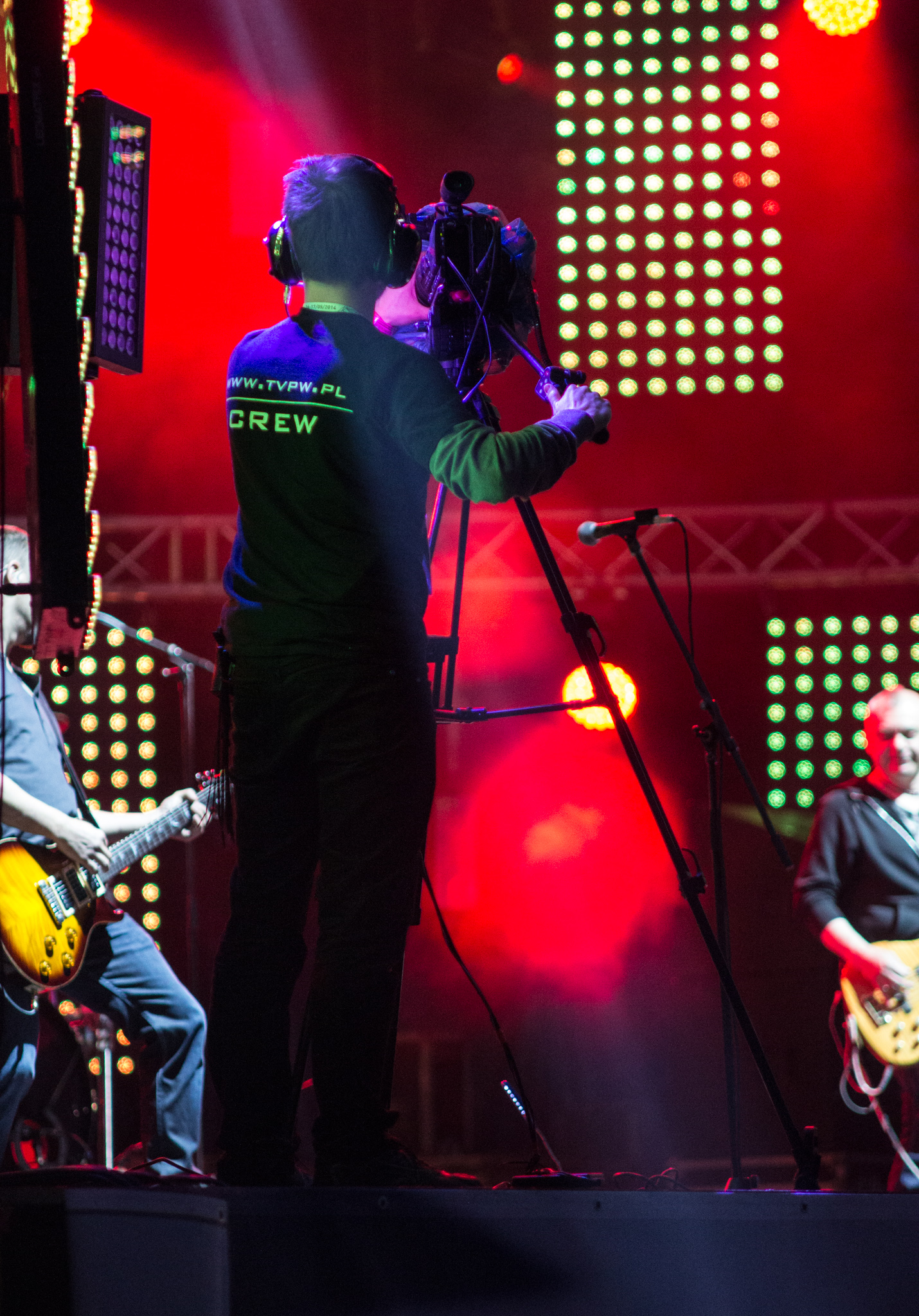
Operator TVPW podczas koncertu

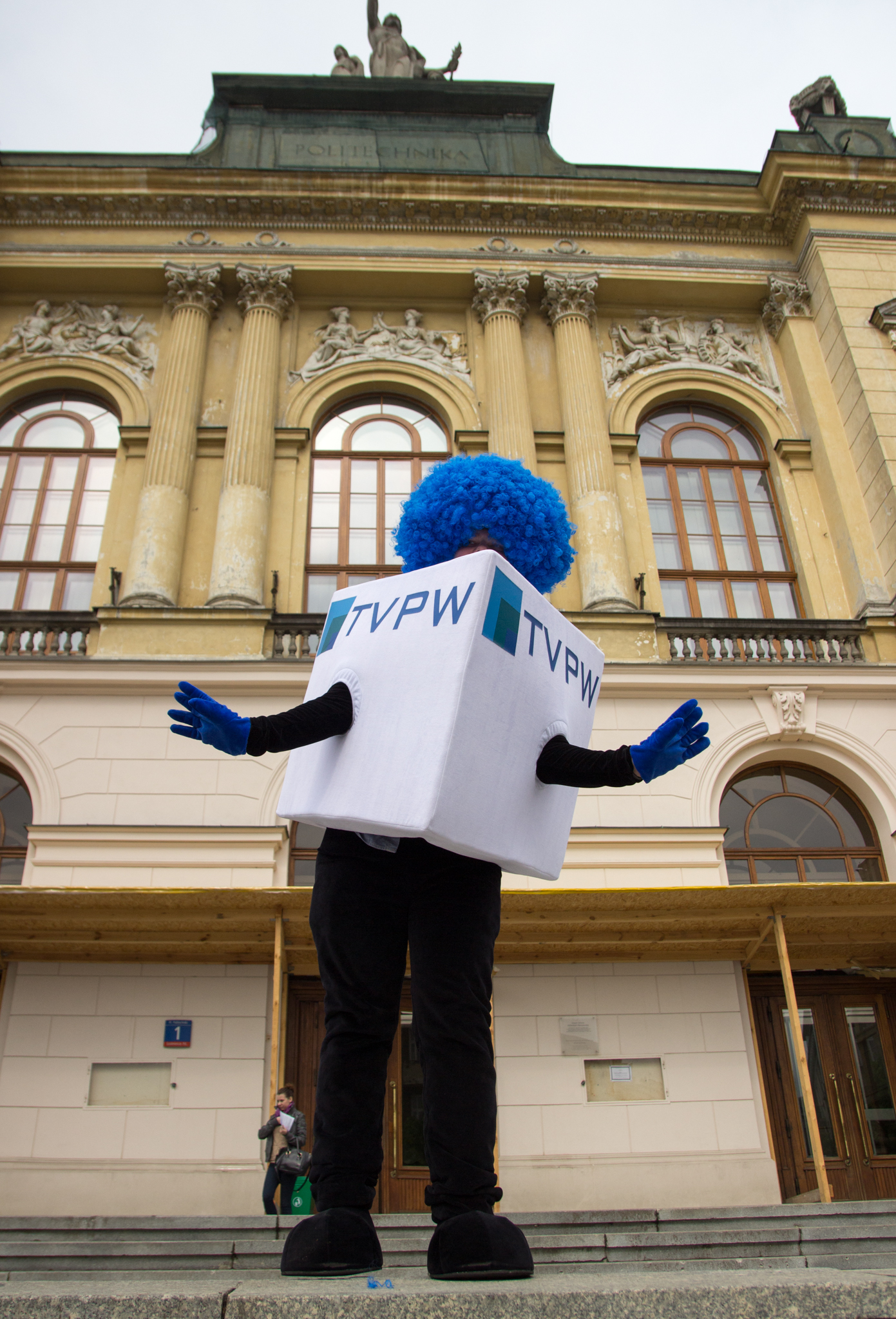
Majk – maskotka TVPW

Studencka Telewizja Internetowa TVPW (oficjalny skrót TVPW) – internetowa telewizja studencka założona w maju 2007 roku przez studentów Politechniki Warszawskiej z Wydziału Mechanicznego Energetyki i Lotnictwa oraz Elektroniki i Technik Informacyjnych.
Jest jednostką organizacyjną Mediów Politechniki Warszawskiej, które tworzy wspólnie z portalem internetowym Polibuda.info i internetową rozgłośnią Radio Aktywne.

## Początki
Na pomysł założenia przy Politechnice Warszawskiej telewizji studenckiej wpadli w lutym 2006 roku Jakub Górski, Mariusz Tomiczak i Piotr Piorun. Jego realizacja zajęła 16 miesięcy, uczestniczyli w nim także Michał Kubicki, Piotr Klonowski i Aleksander Rutkowski. 18 maja 2007 roku ruszyła strona internetowa TVPW, a 6 czerwca pojawiły się na niej pierwsze nagrania.
Za nieoficjalny początek TVPW można uważać emisję filmu A ty gdzie kupujesz prezerwatywy? która miała miejsce jeszcze wcześniej – w marcu 2006 roku.
Nowo powstałą telewizją zainteresowały się media ogólnopolskie. TVPW gościła m.in. na antenie programu Dzień Dobry TVN. W późniejszym okresie działalność Telewizji była tematem audycji Kawa czy herbata? i Teleexpress. Przedstawiciele TVPW występowali także w TVN Warszawa i Radio Kampus. W 2013 r. TVPW podjęła długoterminową współpracę z TVP Warszawa, tworząc wspólnie cykliczny program informacyjny.

## Struktura TVPW
Aktualnie, Studencką Telewizję Internetową TVPW tworzą 2 działy: Dział Reportażu i Produkcji (DRiP) oraz Dział Techniki i Realizacji (DTiR). Kierownicy poszczególnych działów wraz z Redaktorem Naczelnym, jego Zastępcą, oraz Kierownikiem Administracyjno-Finansowym tworzą Zarząd TVPW, odpowiedzialny za całokształt działania organizacji. Obecnym Redaktorem Naczelnym TVPW jest Ewa Wojciechowska.
Do obowiązków Redaktora Naczelnego należy koordynowanie prac telewizji na szczeblu strategicznym, określanie kierunków rozwoju, zwoływanie i przewodzenie spotkaniom zarządu, a także reprezentowanie TVPW poza granicami organizacji.
Dział Reportażu i Produkcji, złożony m.in. z reporterów, prezenterów i lektorów odpowiada za merytorykę filmów, reportaży i programów emitowanych na stronie https://tvpw.pl. Przy produkcji materiałów współpracuje on ściśle z Działem Techniki i Realizacji. DRiP odpowiada również za szeroko pojętą promocję TVPW, szczególnie w środowisku internetowym. Koordynuje liczne projekty TVPW, zarówno wewnętrzne, jak i zewnętrzne. Zajmuje się pozyskiwaniem sponsorów, patronatami medialnymi, współpracą z mediami oraz innymi organizacjami.
Dział Techniki i Realizacji odpowiada za techniczne aspekty rozwoju telewizji. Zajmuje się opieką i nabywaniem nowych sprzętów, tworzeniem nowych, według własnych projektów, testuje różne rozwiązania przesyłu sygnału do sieci internetowej, szkoli operatorów, montażystów, techników, dźwiękowców i grafików, jednak przede wszystkim współpracuje z członkami DRiP przy nagrywaniu materiału do reportaży i filmów od strony technicznej. Sekcja informatyczna Działu ma za zadanie rozbudowę i obsługę techniczną strony internetowej TVPW, a także budowę, wdrażanie i obsługę narzędzi informatycznych wspomagających pracę telewizji. Ponadto zajmuje się również emisją obrazu podczas wydarzeń live ("na żywo").

## Skład osobowy TVPW
W początkowym okresie Studencka Telewizja Internetowa liczyła kilka osób (do listopada 2007 roku – 7 aktywnie działających osób).
W kolejnych latach lista zainteresowanych działaniem telewizji sukcesywnie rosła, osiągając na początku 2014 roku 60 oficjalnych członków (członkostwo stwierdza się poprzez posiadanie legitymacji) i wielu współpracowników, starających się o status członka TVPW. Telewizja jest organizacją zrzeszającą studentów wielu warszawskich uczelni m.in. Politechniki Warszawskiej, Uniwersytetu Warszawskiego, Uniwersytetu Kardynała Stefana Wyszyńskiego, Szkoły Głównej Handlowej, Szkoły Głównej Gospodarstwa Wiejskiego i Akademii Sztuk Pięknych. Członkostwo w TVPW ma charakter otwarty – w działalność telewizji mogą zaangażować się również osoby niebędące studentami.

## Działania i sukcesy
Telewizja obsługuje wydarzenia i imprezy związane z życiem akademickim Warszawy, nierzadko obejmując nad nimi patronat medialny. Kreuje także programy autorskie, w tym różne cykle. Tworzy liczne reportaże i filmy nie zawsze osadzone w tematyce studenckiej.
W roku 2013 TVPW produkowała własny, innowacyjny, niezależny program newsowy – TVPW NEWS. Podjęła także współpracę z TVP Warszawa i tworzyła cykliczny studencki program informacyjny Campus News, emitowany na antenie TVP Warszawa.
Do największych zrealizowanych przedsięwzięć należą realizacje LIVE. Od 2007 roku, corocznie TVPW zajmuje się organizacją relacji internetowej z dwóch najważniejszych studenckich wydarzeń na Politechnice Warszawskiej: Juwenaliów Politechniki Warszawskiej oraz Wyborów Miss i Mistera PW.
W przeszłości Telewizja regularnie publikowała przegląd pracy studenckiej pod nazwą Studio A 107  oraz  Kronikę Politechniki Warszawskiej zawierającą relacje z najważniejszych wydarzeń uczelni. W dorobku TVPW znajduje się również produkcja krótkometrażowa Czekajcie na KA (2008) oraz lipdub, wykonany dla Politechniki Warszawskiej w czasie największej popularności tej formy promocji uczelni w 2010 roku. TVPW udostępniało na swojej stronie, w ramach WIDZeoteki, filmy nadsyłane przez widzów. Na swoim koncie ma setki filmów o tematyce studenckiej, imprezowej, liczne relacje z ciekawych wydarzeń. Szczególny rozgłos przyniósł Telewizji projekt „Warsaw is also happy”, będący pastiszem teledysku do piosenki „Happy” Pharrella Williamsa.  O projekcie szeroko rozpisywały się media, zarówno warszawskie, jak i ogólnopolskie. 
Od początku istnienia do maja 2019 roku TVPW zrealizowała ponad 1100 materiałów przeznaczonych do emisji, nie licząc produkcji komercyjnych. Jako pierwsza w Polsce studencka telewizja internetowa zrealizowała cykliczny program nadawany na żywo "TVPW Live", w którym członkowie organizacji przeprowadzają wywiady z celebrytami, artystami oraz szeroko rozpoznawalnymi ludźmi ze świata nauki. W czerwcu 2019 roku zakończyła się emisja 7. sezonu programu. Do tej pory studio TVPW odwiedzili m.in. Cezary Żak, Artur Barciś, Katarzyna Bonda, Agata Młynarska, Jarosław Kuźniar, Grupa Filmowa Darwin oraz zespół Nocny Kochanek.

## WIDZeoteka
Pod koniec 2009 roku TVPW wprowadziła nową funkcjonalność, polegającą na udostępnieniu widzom możliwości publikacji nadesłanych przez nich filmów. Dostarczone materiały, choć nie muszą reprezentować żadnego konkretnego gatunku, są oceniane pod kątem ich jakości technicznej oraz pod względem merytorycznym. W przypadku orzeczenia o ich emisyjności, publikowane są w kategorii „WIDZeoteka”. Projekt „WIDZeoteka” jest szansą dla młodych ludzi na wypromowanie własnej twórczości. Witrynę TVPW odwiedza kilkanaście tysięcy  użytkowników miesięcznie.